# Paul Probst (Sportschütze)
Paul Probst (* 15. Mai 1869; † 9. September 1945) war ein Schweizer Sportschütze.

## Erfolge
Er nahm bei den Olympischen Sommerspielen 1900 in Paris mit der Armee-Mannschaft der Schweiz am Mannschaftswettbewerb mit dem Armeerevolver über 50 Meter teil und gewann mit ihr die Goldmedaille. Er gewann 1901, 1902 und 1904 mit der Mannschaft die Weltmeisterschaft mit der Sportpistole.